# Jordy Clasie
Jordy Clasie, né le 27 juin 1991 à Haarlem aux Pays-Bas, est un footballeur international néerlandais, qui évolue au poste de milieu offensif à l'AZ Alkmaar.

## Biographie

### En club
Formé au Feyenoord Rotterdam, Jordy Clasie fait ses débuts professionnels avec ce club en 2010. Il est prêté la même année à l'Excelsior (l'autre club de Rotterdam).
À son retour, Clasie s'impose petit à petit comme un pion important de l'effectif du Feyenoord. 
Le 15 juillet 2015, il s'engage pour cinq saisons avec Southampton. Le 30 juillet 2015, il fait ses débuts pour les Saints lors d'un match contre le Vitesse Arnhem (victoire 3-0).
Le 22 juillet 2019, Clasie fait son retour aux Pays-Bas en s'engageant avec l'AZ Alkmaar. En mars 2020 il est victime d'une inflammation rare qui le tient éloigné des terrains pendant une longue période.

### En sélection
Jordy Clasie honore sa première sélection avec l'équipe nationale des Pays-Bas le 7 septembre 2012 contre la Turquie. Il est titularisé au poste de milieu défensif aux côtés de Wesley Sneijder et Kevin Strootman dans l'entrejeux, et son équipe s'impose par deux buts à zéro.
En 2014, grâce à ses bonnes performances en championnat néerlandais, il est sélectionné par Louis van Gaal pour disputer la Coupe du monde au Brésil.

## Palmarès

### En club
- Southampton FC
  - Finaliste de la League Cup en 2017.

### En sélection
- Pays-Bas
  - 3e avec l'équipe des Pays-Bas à la Coupe du monde 2014.